# Орланди, Карло
Карло Орланди (итал. Carlo Orlandi; 23 апреля 1910, Милан, Италия — 29 июля 1983, Милан, Италия) — итальянский боксёр, чемпион Олимпийских игр в Амстердаме 1928 года в лёгком весе.

Был глухонемым.

## Спортивная карьера
Принял участие в Олимпийских играх в Амстердаме (1928), где завоевал золотую медаль.

В лёгком весе в турнире участвовало 24 человека. Допускалось участие одного представителя от каждой страны.

В полуфинале Орланди победил чемпиона предыдущей Олимпиады датского легковеса Ханса Якоба Нильсена, а в финале одолел считавшегося одним из фаворитов американца Стивена Халайко.
Результаты на Олимпийских играх 1928 (вес до 61,24 кг):

Победил Роберто Санца (Испания) по очкам

Победил Сесила Биссе (Южная Родезия) нокаутом в 1-м раунде

Победил Ханса Якоба Нильсена (Дания) по очкам

Победил Стивена "Стива" Халайко (США) по очкам
С 1929 года начал выступать в профессиональном боксе.
 
Выступая в лёгком весе, стал чемпионом Италии в 1933 году и чемпионом Европы в 1934 году. Сокрушительное поражение от пуэрториканца Педро Монтанеса в 1935 году отправило его в больницу на три месяца, после чего он восстановил карьеру профессионального боксёра.

Выступая уже в полусреднем весе, снова сумел стать чемпионом Италии в 1941 году.
 
В 1944 году закончил выступать на профессиональном ринге.